# Соболівська сільська рада (Теплицький район)
| Соболівська сільська рада — колишній орган місцевого самоврядування у Теплицькому районі Вінницької області з адміністративним центром у с. Соболівка. Сільській раді підпорядковані населені пункти: - с. Соболівка - с. Антонівка - селище Дукля (до 2012) |

## Склад ради
Рада складається з 30 депутатів та голови.
| ПІБ                       | Основні відомості                                                                  | Дата обрання | Дата звільнення |
| ------------------------- | ---------------------------------------------------------------------------------- | ------------ | --------------- |
| Бичок Михайло Олексійович | Сільський голова, 1957 року народження, освіта, член Соціалістичної партії України | 26.03.2006   | 31.10.2010      |
| Бичок Михайло Олексійович | Сільський голова, 1957 року народження, освіта середня спеціальна, безпартійний    | 31.10.2010   |                 |
| Асауленко Віра Пилипівна  | Сільський голова                                                                   |              | 2020            |

Примітка: таблиця складена за даними джерела